# Gedangasin
Gedangasin is een bestuurslaag in het regentschap Soerabaja van de provincie Oost-Java, Indonesië. Gedangasin telt 1610 inwoners (volkstelling 2010).